# Burg Bühl (Emtmannsberg)
Die Burg Bühl ist eine abgegangene Höhenburg 370 m ü. NHN in der Gemarkung Schamelsberg bei Bühl (Bühl 1), einem Gemeindeteil der Gemeinde Emtmannsberg im Landkreis Bayreuth in Bayern.
Die Burg wurde um 1379 von den Herren von Vannau erbaut. Als weitere Besitzer werden die Herren von Varell genannt. Im Zuge des Dreißigjährigen Krieges wurde die Burg, von der heute nur noch geringe Reste zeugen, zerstört.